# Camon (Somme)
Camon es una comuna y población de Francia, en la región de Picardía, departamento de Somme, en el distrito de Amiens y cantón de Amiens-4 (est).
Su población en el censo de 1999 era de 4.366 habitantes.
Está integrada en la Communauté d'agglomération Amiens Métropole.

## Geografía
Camon está dividida entre el burgo, en la orilla derecha del río Somme, y Petit-Camon, en la carretera departamental RD 929, antigua nacional RN29, que una Amiens y Albert.

## Demografía
| 827 | 909 | 956 | 1 182 | 1 433 | 1 446 | 1 459 | 1 569 | 1 537 | 1 512 | 1 523 | 1 432 | 1 413 | 1 452 | 1 538 | 1 553 | 1 830 | 1 690 | 1 715 | 1 659 | 1 816 | 1 799 | 1 870 | 1 800 | 1 764 | 1 830 | 2 110 | 3 008 | 4 350 | 4 214 | 3 920 | 4 366 |
| Para los censos de 1962 a 1999 la población legal corresponde a la población sin duplicidades (Fuente: INSEE [Consultar]) |     |     |       |       |       |       |       |       |       |       |       |       |       |       |       |       |       |       |       |       |       |       |       |       |       |       |       |       |       |       |       |

## Lugares y monumentos
- Iglesia del siglo XVI.